# Vendula Hopjáková
Vendula Hopjáková (ur. 10 czerwca 1996 w Ołomuńcu) – czeska snowboardzistka, specjalizująca się w snowcrossie.

## Kariera
Po raz pierwszy na arenie międzynarodowej pojawiła się 14 stycznia 2012 roku w Sedrun, gdzie w zawodach FIS Race nie ukończyła rywalizacji w snowcrossie. W 2016 roku wystąpiła na mistrzostwach świata juniorów w Rogli, zajmując piąte miejsce w snowcrossie.
W zawodach Pucharu Świata zadebiutowała 11 marca 2014 roku w Veysonnaz, zajmując 29. miejsce w snowcrossie. Tym samym już w swoim debiucie wywalczyła pierwsze pucharowe punkty. Nie stanęła na podium indywidualnych zawodów tego cyklu, jednak 21 stycznia 2018 roku razem z Evą Samkovą zajęła drugie miejsce snowcrossie drużynowym. W sezonie 2019/2020 była czternassta w klasyfikacji snowcrossu.
Podczas igrzysk olimpijskich w Pjongczangu w 2018 roku zajęła 24. miejsce. Na rozgrywanych cztery lata później igrzyskach w Pekinie uplasowała się 28. pozycji. Była też między innymi jedenasta indywidualnie i piąta drużynowo na mistrzostwach świata w Sierra Nevada w 2017 roku.

## Osiągnięcia

### Igrzyska olimpijskie
| Miejsce | Dzień     | Rok  | Miejscowość | Konkurencja | Zwyciężczyni       |
| ------- | --------- | ---- | ----------- | ----------- | ------------------ |
| 24.     | 16 lutego | 2018 | Pjongczang  | Snowcross   | Michela Moioli     |
| 28.     | 9 lutego  | 2022 | Pekin       | Snowcross   | Lindsey Jacobellis |

### Mistrzostwa świata
| Miejsce | Dzień       | Rok  | Miejscowość   | Konkurencja         | Zwyciężczyni       |
| ------- | ----------- | ---- | ------------- | ------------------- | ------------------ |
| 28.     | 16 stycznia | 2015 | Kreischberg   | Snowcross           | Lindsey Jacobellis |
| 11.     | 12 marca    | 2017 | Sierra Nevada | Snowcross           | Lindsey Jacobellis |
| 5.      | 13 marca    | 2017 | Sierra Nevada | Snowcross drużynowy | Francja            |
| 27.     | 1 lutego    | 2019 | Solitude      | Snowcross           | Eva Samková        |
| 16.     | 3 lutego    | 2019 | Solitude      | Snowcross drużynowy | Stany Zjednoczone  |
| DNS     | 11 lutego   | 2021 | Idre Fjäll    | Snowcross           | Charlotte Bankes   |

### Puchar Świata

#### Miejsca w klasyfikacji generalnej Snowcrossu
- sezon 2013/2014: 42.
- sezon 2015/2016: 36.
- sezon 2016/2017: 29.
- sezon 2017/2018: 39.
- sezon 2018/2019: 18.
- sezon 2019/2020: 14.
- sezon 2021/2022: 33.

#### Miejsca na podium w zawodach
Hopjáková nie stanęła na podium indywidualnych zawodów PŚ.